# Nek
Filippo Neviani (Sassuolo, 6 de janeiro 1972), mais conhecido como Nek, é um cantor e compositor italiano.
Entre seus hits inclui-se a canção Laura non c'è (editada também em Espanhol como Laura no está), um grande sucesso na Europa e na América Latina em 1997, sendo uma de suas músicas mais executadas no mesmo ano.
Nek grava e se apresenta em Italiano e em Espanhol.

## Biografia
Aos oito anos começa a tocar guitarra e bateria e hoje é um dos mais importantes autores italianos de pop latino.
Em 1985 faz parte da dupla "Winchester" e no início dos anos noventa faz parte do grupo "White Lady", inspirando-se no Police. Ao fim dessa experiência se dedica a carreira de cantor; em 1991 participa do festival de Castrocaro Terme e Terra del Sole classificando-se em segundo.
Seu álbum de estreia como cantor é de 1992 e se intitula simplesmente Nek. Estreia no  Festival de Sanremo em 1993 com uma canção um tanto controversa que fala do aborto, In te (il figlio che non vuoi) se classifica em terceiro na categoria de novas propostas. Na edição seguinte do festival é protagonista como autor da canção Figli di chi cantada por Mietta.
Em 1994 lança Calore umano como experiência para o single Angeli nel ghetto. Em 1995 convidado de Eros Ramazzotti passa a fazer parte da "Nazionale Italiana Cantanti" (Seleção Italiana de Cantores).
Em 1997 chega realizado, no Festival de Sanremo quando não obtém uma boa posição na competição mas sua Laura non c'è sobe imediatamente nas paradas italianas e se torna um clássico de seu repertório. Seguido pelo sucesso Sei grande. Parte para um tour europeu que lhe rende a marca de 1 milhão e meio de cópias do seu álbum Lei, gli amici e tutto il resto. Em seguida parte  em uma turnê pela  America Latina, que lhe rende um disco de ouro com a versão espanhola do seu álbum.
Em 1999 sai In due que contém Se io non avessi te e Se una regola c'è. Em 2000 é  a vez de La vita è com o single Ci sei tu.
Em 2002 lança Le cose da difendere, que contém um dueto com Laura Pausini na canção Sei solo tu, seguido do single Parliamo al singolare.
Em 2003 publica L'anno zero - The best of... sua primeira coletânea que reúne sucessos de seus dez anos de carreira. A coletânea é lançada em duas versões, italiana e espanhola, e contêm o inédito Almeno stavolta e L'anno zero.
Sua música chega até a França, tanto que canta Laura em dueto com Céréna versão italiano-francês de Laura non c'è.
Durante o ano de 2005 Nek vence o Festivalbar com a canção Lascia che io sia decretada como a mais tocada nas rádios italianas, contida no álbum Una parte di me além dos singles Contromano e L'inquietudine.
Antecipado do single Instabile, em 1 janeiro de 2007 é lançado seu novo álbum intutulado  Nella stanza 26.
Em 2007 lança dois singles intitulados Notte Di Febbraio e Nella Stanza 26.
Em 30 de Janeiro de 2009, Nek lançou Un'Altra Direzione, seu novo álbum que contém 12 novas músicas e o dueto com Craig Davis, Walking Away. Foi lançado também o single La Voglia Che Non Vorrei no rádio em 9 de Janeiro de 2009.
Em 16 de Abril de 2013, Nek lança seu novo álbum intitulado Filippo Neviani, que é realmente seu nome verdadeiro. Este álbum contém 10 músicas incluindo seu single Congiunzione Astrale, que estreou ao vivo no "Os Melhores do Ano" em 23 de Março.

## Discografia
Álbuns
- Nek, 1992
- In te, 1993
- Calore umano, 1994[1]
- Lei, gli amici e tutto il resto, 1996[1]
- In due, 1998[1]
- La vita è, 2000
- Le cose da difendere, 2002
- The Best Of Nek - L'anno zero, 2003
- Una parte di me, 2005
- Nella stanza 26, 2006[1]
- Un'Altra Direzione, 2009
- Filippo Neviani, 2013
- Prima di Parlare, 2015

Singles
- In te
- Uomo con te
- Angeli nel ghetto
- Cuori in tempesta
- Dimmi cos'è
- Tu sei, tu sai
- Laura non c'è
- Sei grande
- Se io non avessi te
- Se una regola c'è
- Sto con te
- Con un ma e con un se
- Ci sei tu
- Sul treno
- La vita è
- Con la terra sotto di me
- Sei solo tu (Dueto com Laura Pausini)
- Parliamo al singolare
- Le cose da difendere
- Cielo e terra
- Almeno stavolta
- L'anno zero
- Lascia che io sia
- Contromano
- L'inquietudine
- Instabile
- Notte di febbraio
- Nella stanza 26
- La Voglia Che Non Vorrei

Álbuns em espanhol
- Nek, 1997
- Entre tú y yo, 1998
- La vida es, 2000
- Las cosas que defenderé, 2002
- Lo mejor de Nek - El año cero, 2003
- Una parte de mí, 2005
- En el cuarto 26, 2007
- Nuevas Direcciones, 2009

Banda de Nek
- Massimo Varini - Guitarra
- Emiliano Fantuzzi - Guitarra
- Tiziano Borghi "Il Conte" - Teclados e Piano
- Paolo Costa - Baixoo
- Luciano Galloni - Bateria